# Joan Vicente Castells
Joan Vicente Castells (Barri de Gràcia, Barcelona, 18 d'abril de 1921 - Santa Coloma de Gramenet, 9 de març de 2010) fou un paleontòleg català, conegut per la seva tasca cultural desenvolupada a Santa Coloma de Gramenet.
Va crear el Centre d'Estudis de la Natura del Barcelonès Nord que custodia el seu llegat i arxiu paleontológics. Se'l considera com un gran humanista i «naturalista engrescador». A Santa Coloma va ser el promotor de la creació del Museu Puig Castellar el 1974, antecessor del què va esdevenir el Museu Torre Balldovina.
Va donar la seva important col·lecció paleobotànica al Museu de Ciències Naturals de Barcelona. Tot i que aquesta col·lecció és un dels pocs exemples de Maastrichtià inferior coneguts de la península Ibèrica, i també d'Europa occidental, la col·lecció és gairebé desconeguda entre els paleobotànics. En la seva monografia Estudi morfològic de la flora cretàcica d'Isona va descriure 134 tàxons de plantes en funció de llur morfologia bruta, dels quals tretze eren nous i incloïen Filicales, Cycadales, Ginkgoales, Coniferales i angiospermes. Tanmateix, la majoria de les descripcions de Vicente i Castells eren incompletes o ambigües i moltes de les seves assignacions taxonòmices es van corregir posteriorment, la col·lecció mateixa roman una base d'estudi important.
Segons la seva filla: «Va dirigir la seva vida a l'estudi de les Ciències Naturals, associant-les amb la pràctica i divulgació de les idees llibertàries que adoptà des de ben jove, fent d'aquesta simbiosi la seva manera de viure i la seva ètica de comportament». L'any 1955, durant la dictadura franquista, va ser empresonat vuit mesos per motius polítics.

## Biografia
Als tretze anys quan va entrar a treballar en una fusteria de Sant Adrià de Besòs. A partir dels catorze treballà d'ajudant de comptable a la fàbrica de construcció Can Girona fins al 1939. Durant la Guerra Civil, entrà en contacte amb el moviment llibertari de Santa Coloma i amb l'extensa biblioteca de què disposaven. La lectura dels volums de l'Home i la Terra, d'Élisée Reclus, el marcà per sempre. El gener de 1939 s'exilia a França i roman fins a novembre de 1940 quan va retornar a Barcelona per fer el servei militar.
Durant el servei militar a Tremp (1942 i 1945) va trobar els primers fòssils. Posteriorment, va conèixer l'estudiant de geologia Enric Sunyer i Coma, que el presentà a la Universitat de Barcelona, on va assistir a les classes magistrals dels geòlegs de l'escola catalana: Lluís Solé i Sabarís, Noel Llopis i Lladó, Josep Fernández de Villalta, Manuel Julivert, Miquel Crusafont i Pairó, Josep M. Fontboté. Villalta seria qui l'ajudaria en tots els seus dubtes en la classificació paleontològica.
Formà part del Centre Excursionista Puigcastellar (1952). Va iniciar amb Àngel Martínez, Genís Ibañez i Mario Jordana, entre altres col·laboradors, la recuperació del Poblat ibèric del Puig Castellar de Santa Coloma de Gramenet. Alhora va fomentar la divulgació de la llengua internacional esperanto.
Una de les troballes més importants en l'àmbit paleontològic fou la descoberta, el setembre de 1954, de les primeres mostres de vegetals fòssils al carrer Sant Jordi (el Raval), a Santa Coloma, i posteriorment, el 1956 altres restes de Cinnamomum, gramínies i fanerògames. Altrament en el tall del Molinet (Santa Coloma de Gramenet), abans de rectificar-se el traçat de la carretera, trobà restes de fauna fòssil, visibles en el mateix tall: Ostrea, Pecten, Balanus… que fixaven definitivament la cronologia dels terrenys de la formació continental que constitueixen la serra de Can Mena, ressenyats en diversos treballs geològics com a quaternaris. A partir d'aquell moment, podien considerar-se com del Miocè, pis Vindobonià.
El 1964 realitza l'estudi de la flora fòssil del Turó de Montgat, i el 1965, resseguint uns estrats quaternaris de Sant Feliu de Llobregat i Molins de Rei, va trobar uns trossos de quars, que per les seves formes, determinà com a possibles arqueòlits (en aquella època els científics creien poc en l'utillatge d'aquesta roca, només els materials del Sinantrop de la Xina ho eren). La notícia sobre una possible indústria arqueolítica a la rodalia de la ciutat, produí la reunió a l'Aula Magna de la Universitat dels més prestigiosos especialistes de Barcelona, Niça i Buenos Aires: Lluís Solé i Sabarís(geomorfòleg), Josep Fernández de Villalta (paleontòleg), August Panyella (etnòleg), Lluís Pericot i Garcia i Henry de Lumley (prehistoriadors) i Joan Maluquer de Motes i Nicolau (arqueòleg). No es van posar massa d'acord i argumentaren que noves troballes podrien decidir la determinació. Va ser anys després que en un treball de llicenciatura realitzat per M. Victòria Gràcia, explicava que havia trobat als mateixos nivells citats per Vicente, peces rigorosament autèntiques. Analitzant els primers materials trobats, es van donar com autèntiques algunes de les peces, ja que mostraven senyals de retoc intencionat.
L'any 1974 es va inaugurar el Museu Municipal Puig Castellar. L'entitat, dirigida per Joan Vicente Castells, es componia de materials de ciències naturals i d'arqueologia, principalment amb troballes del poblat ibèric del Puig Castellar. Es va tancar el 1986 i de tots els materials i la biblioteca es van trapassar al nou Museu Torre Balldovina.
El 1985 es constitueix el Centre d'Estudis de la Natura del Barcelonès Nord (CENBN), on s'emmagatzemarien a partir d'aleshores els nous materials, llibres, articles o revistes científiques que s'anava recol·lectant o produint. Els mètodes de treball giraven sobre tres eixos bàsics: el treball de camp, el treball de gabinet i laboratori i el treball divulgatiu publicant el Butlletí amb els treballs de nombrosos investigadors. En aquell mateix any Joan dona notícia de la troballa a la Llagosta un crani d'Acerorhinus tetradactylum, fins aquell moment l'únic conegut d'aquesta espècie a la península Ibèrica.
Des dels inicis de la seva activitat científica en la dècada de 1950, s'han recollit, determinat, ordenat i emmagatzemat un elevat nombre de mostres (actualment 20.500 registres de materials: roques, minerals, fòssils…), i un fons bibliogràfic de més de 12.000 documents (llibres, revistes, separates…).

## Llegat
L'any 2011 s'inaugura l'Espai de Recerca Joan Vicente Castells, situat en el Centre d'Educació Ambiental Ecometròpoli, segons la batllesa Núria Parlon i Gil «És previst que tot el material, que és amplíssim, es pugui ensenyar en un futur en clau museística». El 2015 es preservà el talús entre els carrers Espriu i Mn. Pons i Rabadà de Santa Coloma de Gramenet, darrer vestigi visible de la història geològica del riu Besòs i de la falla de Sant Adrià, fa onze milions d'anys. El 2016 Josep Marmi va publicar un nou estudi sobre la col·lecció de flora fòssil d'Isona de Joan Vicente Castells.

## Espècies dedicades
- Amaea (Acrilla) vicentaii, Villalta 1978.[21]
- Cinnamomophyllum vicente-castellum, Marmi 2016.[20]

## Publicacions
Per a una bibliografia més extensa vegeu: «Obra de Joan Vicente Castells» a Dialnet.
- «Un Cuaternario marino en el sector occidental de Badalona» (en castellà). Speleon [Oviedo], XIV, (1-4), 1963, pàg. 91-101.
- La Flora fòssil de Montjuïc.  Sta. Coloma de Gramenet: Societat d'Història Natural, sèrie monogràfica, 1, 1988.
- Estudi morfològic de la flora cretàcica d'Isona (Pallars Jussà).  Santa Coloma de Gramenet: Inst. Est. de la Nat. Barcelonès Nord, 2002 (sèrie monogràfica, 2).
- Nous aspectes de la història de Santa Coloma de Gramenet. volume I.  Sta. Coloma de Gramenet: Grup d'Estudis Històrico-Socials, 2002.
- Nous aspectes de la història de Santa Coloma de Gramenet. volum II.  Sta. Coloma de Gramenet: Grup d'Estudis Històrico-Socials, 2003.
- «Geología histórica de Santa Coloma de Gramenet» (en castellà). Suplemento trimestral del boletín del Centro Excursionista Puigcastellar. Sección de Estudios, 10, 1963, pàg. 3-6.
- «Notícia sobre un Rinoceròtid trobat a la Llagosta, terme de Montcada (Vallès Occidental)». Butlletí del Centre d'Estudis de la Natura del Barcelonès Nord, 1985, pàg. 21-23.
- Gillet, S; Vicente, Joan «Nuevo yacimiento pliocénico de facies salobres en el subsuelo de Barcelona, al este del Tibidabo». Notas y Comunicaciones del IGME, 63, 1961, pàg. 253-292.
- «La primitiva población sedentaria de Badalona y su comarca». Butlletí del Museu Municipal, 8, 1969, pàg. 8-10.
- «Nuevo yacimiento de fósiles en Santa Coloma». Circular del Centre Excursionista Puigcastellar, 37, 1956.